# Folke Marell
Karl Folke Vitalis Marell, född 17 februari 1900 i Norrtälje, död 1 april 1966 i Danderyds församling, var en svensk tandläkare och målare.
Han var son till handledaren Karl Gustaf Eriksson och Elin Liefvendahl samt gift första gången 1928 med Dagmar Gustafsson, andra gången 1934 med Helny Sjödin och tredje gången 1952 med Anna-Lisa Hammarström.
Marell avlade tandläkarexamen 1922 och tog upp sitt konstnärskap 1933. Han var som konstnär autodidakt men inspirerades av Gunnar Löbergs konst och studerade Ernst Zierers bok Kunst- und Weltgesetze där han hittade många hållpunkter för sin konst. Han ställde ut separat på Gummesons konstgalleri i Stockholm 1957.